# Mordella melaena
Mordella melaena är en skalbaggsart som beskrevs av Ernst Friedrich Germar 1824. Mordella melaena ingår i släktet Mordella och familjen tornbaggar. Inga underarter finns listade i Catalogue of Life.